# André Jolivet
Pour les articles homonymes, voir Jollivet et Jolivet.
André Jolivet, né le 8 août 1905 à Paris et mort dans cette ville le 20 décembre 1974, est un compositeur français.

## Biographie
André Jolivet naît le 8 août 1905 à Montmartre d'un père peintre amateur et comptable à la Compagnie générale des omnibus et d'une mère pianiste amateur. Très jeune, il est attiré par l'art ; la peinture, le théâtre, la poésie le passionnent. C'est l'abbé Théodas, maître de chapelle de Notre-Dame de Clignancourt, fondateur de la chorale « Les Ménétriers » qui l'initie dès 1913 aux techniques d'écriture et lui fait découvrir les polyphonies des XVIe et XVIIe siècles. Le préférant au piano, il apprend le violoncelle avec Louis Feuillard. C'est Georges Valmier, peintre cubiste et baryton, rencontré aux « Ménétriers » en 1919, lorsque celui-ci revient s'installer à Montmartre après-guerre, avec qui il travaille la peinture qui, comprenant sa passion pour la musique, lui fait rencontrer Paul Le Flem.
En 1921, Jolivet entre à l'École normale d'instituteurs d'Auteuil, et s'oriente parallèlement vers la musique. De 1927 à 1932, Paul Le Flem lui fait travailler l'harmonie et le contrepoint. Avec Le Flem, Jolivet apprend la rigueur et la discipline de l'écriture, découvre Schönberg, Berg et Bartók, pour lequel il a une constante admiration, lui dédiant en 1945, année de la disparition de Bartók, sa sonate no 1 pour piano. En 1929, Le Flem le recommande à son ami Edgard Varèse dont il devient l'élève. De 1930 à 1933, Varèse lui enseigne le son « matière » et bouleverse radicalement son approche de la musique. De l'enseignement de son maître, Jolivet dit plus tard : « Avant Varèse, j'écrivais avec des notes, après Varèse, je composais avec des sons ». En 1935, avec Mana, six pièces pour piano, Jolivet a établi son langage personnel. Cette œuvre, qui permet à Jolivet de s'imposer dans le milieu musical, avait notamment la faveur d'Olivier Messiaen, qui lui consacra un article élogieux.
En 1936, avec Yves Baudrier, Daniel-Lesur et Olivier Messiaen, il crée « Jeune France », groupe destiné à promouvoir la nouvelle musique française et « propager une musique vivante dans un même élan de sincérité, de générosité, de conscience artistique » (Manifeste de la Jeune France). En 1939, Jolivet est mobilisé à Fontainebleau. L'expérience de la guerre lui inspire Les Trois Complaintes du soldat. De 1945 à 1959, il est directeur musical de la musique à la Comédie-Française. Les nombreuses musiques de scène qu'il compose alors ou réorchestre, viennent s'ajouter à un catalogue où figurent des œuvres aussi importantes que les douze concertos pour huit instruments différents, de nombreuses partitions symphoniques ou de musique de chambre.
En 1959, il fonde à Aix-en-Provence le Centre français d'humanisme musical, lieu estival dont la vocation était d'être un lieu de rencontre entre compositeurs, musiciens et étudiants. Mais, victime du succès rencontré par cette entreprise, Jolivet dut y renoncer en 1964, préférant se consacrer essentiellement à la composition plutôt qu'à la lourde organisation de cette académie. Entre 1959 et 1962, il est appelé auprès d'André Malraux comme conseiller technique à la direction générale des Arts et lettres. De 1966 à 1970, il est professeur de composition au Conservatoire national supérieur de musique et de danse de Paris.
En 1972, Rolf Liebermann, directeur de l'Opéra de Paris, commande à Jolivet un opéra Bogomilé ou le lieutenant perdu sur un livret de Marcel Schneider. Le compositeur consacre les deux dernières années de sa vie à cette œuvre restée inachevée. 
André Jolivet meurt brusquement le 20 décembre 1974 dans le 7e arrondissement de Paris. Il est inhumé au Cimetière de Montmartre (division 27), à proximité d'Henri Sauguet et non loin d'Hector Berlioz.

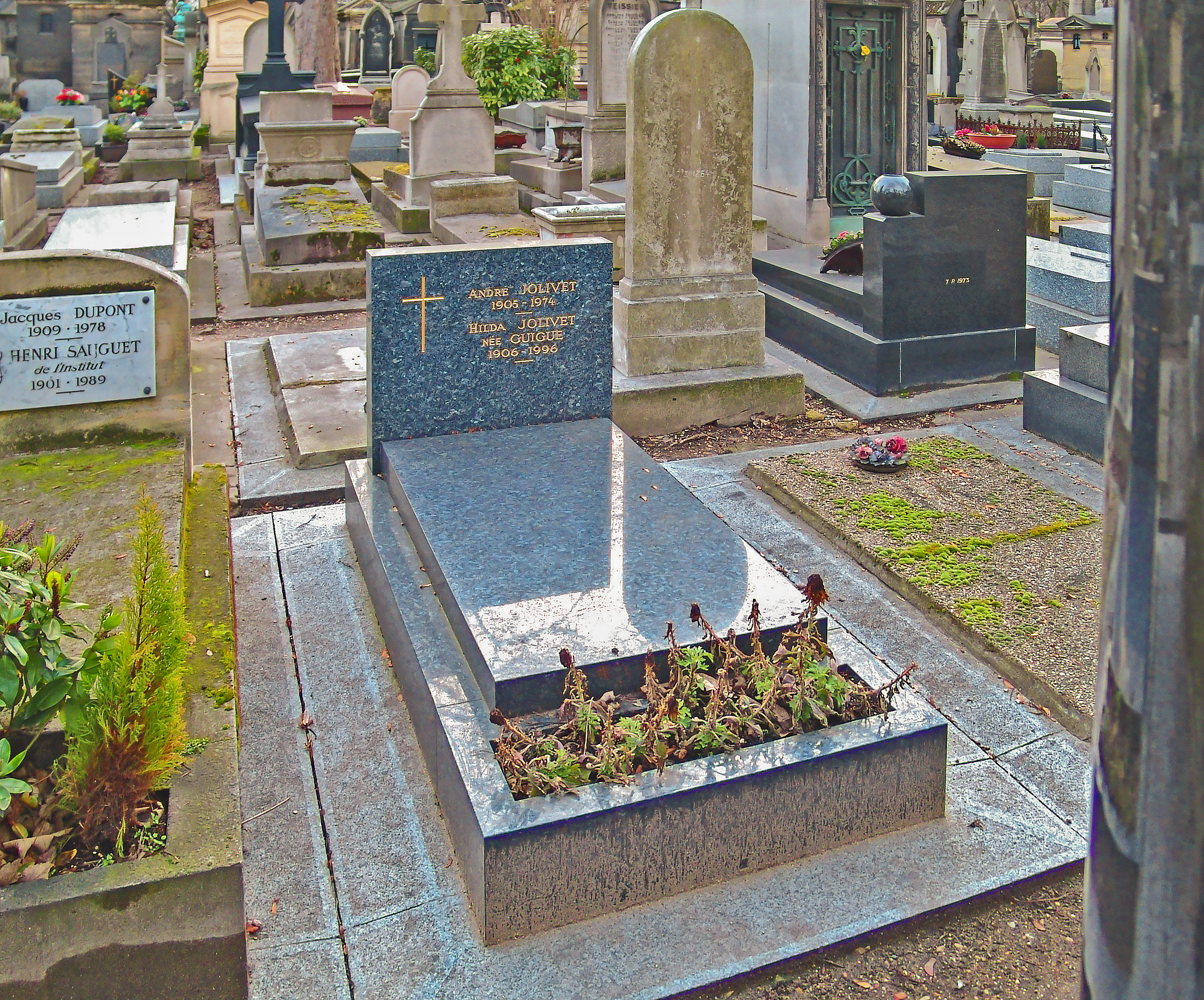
Tombe d’André Jolivet – Cimetière de Montmartre - Paris

## Prix
- 1951 : Grand Prix de la Ville de Paris
- 1954 : Grand Prix des Compositeurs au Festival International de Musique Contemporaine
- 1958 : Grand Prix du Président de la République
- 1961 : Grand Prix de la Musique Française de la SACEM
- 1965 : Grand Prix de la Musique Française de la SACD
- 1965 : Prix de la Radio-Télévision-Française
- 7 fois Grand Prix du Disque

## Distinctions
- Officier de la Légion d'honneur (1966)[6]
- Croix de guerre 1939-1945
- Officier de l'ordre des Arts et des Lettres

## Style
On peut déterminer 3 grandes périodes dans la production de Jolivet. La 1re, qui couvre les années 1930 et dans laquelle il compose notamment Mana, la Danse incantatoire, les Danses rituelles, est caractérisée par une recherche de musique « humaine, religieuse, magique et incantatoire », par un retour aux sources. L'influence de son maître Varèse n'y est pas étrangère. La seconde période est celle des années 1940, de l'expérience de la guerre, qui pousse Jolivet à se rapprocher du public en composant une musique plus accessible, écrite dans un langage plus simple (Les Poèmes intimes, Les 3 Complaintes du soldat). La dernière période constitue une synthèse des deux autres, que l'on peut situer à partir de la composition de la Sonate pour piano n°1 et dans laquelle s'effectue l'alchimie entre toutes les composantes des autres périodes, c'est-à-dire entre lyrisme, clarté et langage complexe ; audace et tradition humaniste ; primitivisme, ésotérisme et simplicité. Mais c'est toujours l'émotion dans les œuvres de Jolivet qui prévaut sur la virtuosité.

## Œuvre

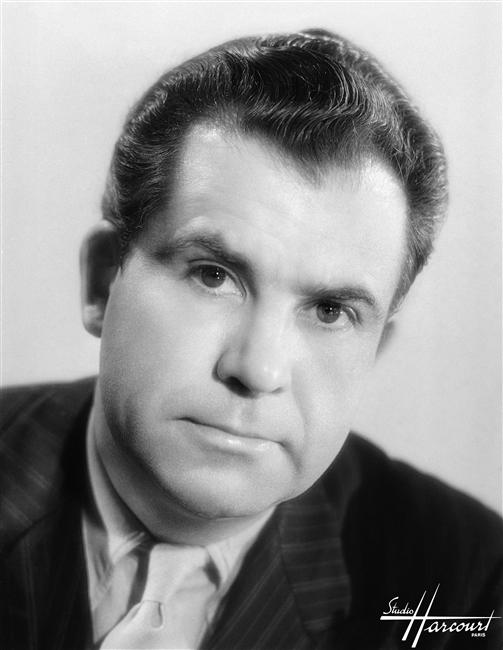
André Jolivet en 1945 (photo studio Harcourt)

Jolivet utilisa les ressources techniques modernes pour composer une musique énergique, souvent modale aux sonorités et aux rythmes audacieux. Il s'est particulièrement attaché à l'écriture concertante avec des concertos virtuoses pour ondes Martenot — instrument électronique à clavier inventé en France en 1928 par Maurice Martenot —, pour trompette, pour flûte, pour piano, pour harpe, pour basson et harpe, pour percussion, pour violoncelle et pour violon. On lui doit également des symphonies et de la musique de ballet — sur des textes de Molière, Claudel, Corneille ou Plaute — et pour des jeux de marionnettes. Les partitions  des oeuvres d'André JOLIVET sont éditées par les éditions Billaudot.

### Piano
- Romance barbare (1920)
- Sarabande sur le nom d'Erik Satie (1925)
- Tango (1927)
- Deux Mouvements (prélude, pastorale) (1930)
- Six Études (1931)[8]
- Trois Temps No.1 (1931)
- Trois Temps No.2 (1931)[8]
- Danses pour Zizou (1934)
- Algeria-Tango (1934)
- Sidi-Ya-ya (1934)
- Madia (1935)
- El viejo camello (1935)
- Fom Bom Bo (1935)
- Mana, six pièces pour piano (1935)
- Cosmogonie (1938)
- Cinq Danses rituelles (1939)
- Étude sur des modes antiques (1944)
- Sonate pour piano n°1 (1945)
- Sonate pour piano n°2 (1957)

### Musique de chambre
- Sonate pour violon & piano (1932)
- Quatuor à cordes (1934)
- Andante pour cordes (1935)
- Cinq Incantations pour flûte seule (1936)
- (Incantation) Pour que l'image devienne symbole pour flûte en sol (1937)
- Poèmes pour l'Enfant (1937)
- Petite suite pour flûte, alto et harpe (1941)
- Ballet des étoiles (1941)
- Suite Liturgique (1942)
- Nocturne pour violoncelle et piano (1943)
- Pastorales de Noël, pour flûte, basson et harpe (1943)
- Suite Delphique, pour 12 instruments (1943)
- Chant de Linos, pour flûte, violon, alto, violoncelle et harpe (1944)
- Sérénade, pour hautbois et piano (1945)
- Cabrioles, pour flûte et piano (1953)
- Fantaisie-Caprice, pour flûte et piano (1953)
- Fantaisie-Impromptu, pour saxophone alto et piano  (1953)
- Sérénade, pour deux guitares (dédiée au duo Presti - Lagoya) (1956)
- Rhapsodie à sept, pour septuor à vent et cordes (1957)
- Sonate pour flûte et piano (1958)
- Adagio pour cordes (1960)
- Sonatine pour flûte et clarinette (1961)
- Alla rustica, pour flûte et harpe (1963)
- Sonatine pour hautbois et basson (1963)
- Suite en concert pour flûte et quatre percussions (1965)
- Suite en concert pour violoncelle (1965)
- Suite rhapsodique (1965)
- 12 Inventions pour quintette à vent, trompette, trombone, et quintette à cordes (1966)
- Églogues, pour alto seul (1967)
- Ascèses, pour flûte ou clarinette seule (1967)
- Cérémonial, hommage à Varèse pour six percussions (1968)
- Heptade pour trompette et percussions (1971)
- Tombeau de Robert de Visée, suite pour guitare (1972)
- Pipeaubec, pour flûte et percussion (1972)
- Une minute-trente, pour flûte et percussion (partition inachevée) (1972)

### Musique concertante
- Concerto pour ondes Martenot et orchestre (1947)
- Concertino pour trompette, orchestre à cordes et piano (1948)
- Concerto pour flûte et orchestre à cordes (1948)
- Concerto pour piano et orchestre  (1951)
- Concerto pour harpe et orchestre de chambre (1952)
- Concerto pour basson, orchestre à cordes, harpe et piano (1954)
- Concerto pour trompette (1954)
- Concerto pour percussion (1958)
- Concerto pour violoncelle n°1 (1962)
- Concerto pour flûte et percussion (1965)
- Concerto pour violoncelle n°2 (1966)
- Concerto pour violon (1972)

### Musique orchestrale
- Cinq Danses rituelles (version orchestrale, 1939)
- Danse incantatoire (1936)
- Cosmogonie (version orchestrale, 1938)
- Le Malade imaginaire, musique de scène, (1944)
- Le Bourgeois gentilhomme, musique de scène, (1951)
- Symphonie no 1 (1953)
- Symphonie no 2 (1959)
- Symphonie pour cordes (1961)
- Symphonie no 3 (1964)

### Orgue
- Cinq interludes, pour orgue (1943)
- Hymne à saint André, pour soprano et orgue (1947)
- Hymne à l'Univers, pour orgue (1961)
- Arioso Barocco, pour trompette et orgue (1968)
- Mandala, pour orgue (1969)

### Musique vocale
- Chansons
- Poèmes pour l'enfant, pour voix et onze instruments (1937)
- Les Trois Complaintes du soldat, pour voix et orchestre (1940)
- Suite liturgique pour voix (soprano ou ténor), cor anglais prenant le hautbois, violoncelle et harpe (1942)
- Épithalame, pour orchestre vocal à 12 parties (1953)
- Songe à nouveau rêvé, concerto pour soprano et orchestre (1971-1972)

### Musique sacrée
- Messe pour le jour de la paix (1940)
- La vérité de Jeanne, oratorio (1956)
- Messe Uxor tua à 5 voix pour chœur mixte et 5 Instruments ou orgue (1962)

### Ballets
- Les Quatre Vérités, ballet en un acte sur un livret de H.R. Lonormand (1939)
- Ballet des étoiles (1941)
- Guignol et Pandore (1943)
- L'inconnue (1950)
- Ariadne (1964)
- Marines

### Opéras
- Dolorès ou Le miracle de la femme laide (1942)
- Antigone
- Bogomilé ou le lieutenant perdu (inachevé)

## Sources
- Marc Vignal (dir.), Dictionnaire de la musique, Larousse